# 제임스 얼 존스
제임스 얼 존스(영어: James Earl Jones, 1931년 1월 17일~2024년 9월 9일)는 아프리카계 미국의 배우이다. 그는 처음에 무대에서 활동하면서 인정을 받았고, 후에 인기있고 존경받는 영화 배우가 되었다. 《스타 워즈》(1977)에서 다스 베이더의 목소리와 다른 3개의 SF 영화들에서 성우를 맡으면서 유명해졌다.

## 생애
토드 존스란 본명으로 미시시피주 아카부틀라(Akabultla)에서 출생하여, 미시간주의 농장 지대에서 자라왔다. 그의 혈통은 흑인, 아일랜드와 체로키, 촉토 인디언의 혼혈이다. 미시간 대학교를 졸업하고, 1957년 브로드웨이 연극에 데뷔하였다.
1964년 《스트레인지러브 박사》로 영화 데뷔를 한 그는 1967년 《위대한 권투 선수》에서 헤비급 권투 선수역을 맡아 비판적 칭찬을 얻었다. 1970년 그 작품의 영화 개작에서 그 역을 되풀이하여 아카데미 상 후보까지 올랐다.
또한 1977년 고 흑인 배우 폴 로브슨을 그린 작품에서 그 역을 연기하여 또 하나의 칭찬을 받았다. 1985년 《울타리》에서 연기로 토니 상을 수상하였다. 2008년에는 테네시 윌리엄스의 《뜨거운 주석 지붕 위의 고양이》 브로드웨이에서 빅 대디(Big Daddy)로 출연하였다.
그의 다른 출연작으로는 《모터 킹즈》(1976), 《코난》(1982), 《필드 어브 드림즈》(1989), 《붉은 10월》(1990), 《패트리어트 게임》(1992)과 《로스코우 젠킨스》(2008) 등이 있다. 그리고 《라이언킹》(1994)과 그 속편에서 심바의 아버지 무파사의 성우를 맡았다. 또한 텔레비전 시리즈 몇 군데에도 출연하였는데, 쿤타 킨테의 이야기를 다룬 《루트:다음 세대》 (1979~1981)에 나오기로 알려졌다.

## 출연 작품
- 써머스비
- 붉은 10월
- 스타워즈 에피소드 3
- 스타워즈 에피소드 4
- 스타워즈 에피소드 5
- 스타워즈 에피소드 6
- 로그 원: 스타워즈 스토리
- 패트리어트 게임
- 라이언 킹
- 라이언 킹(2019) - 무파사 역 (목소리)

## 가족
- 부: 로버트 얼 존스
- 배우자: 세실리아 하트(2016년 사별)
- 아들: 플린 얼 존스